# 乔治五世大街
乔治五世大街（法語：Avenue George-V）是巴黎第八区的一条街道，长730米，宽40米，南起阿尔玛广场（place de l'Alma），北到香榭丽舍大街99号。 
乔治五世大街在巴黎享有盛名，沿街为豪华商店，酒店，餐馆和夜总会。其中最有名的是艺术装饰主义风格的乔治五世酒店（Hôtel George V，31号），以及巴黎最有名的夜总会之一——疯马夜总会（Crazy Horse Saloon）。该路有两个大使馆：中华人民共和国和西班牙 。
该路23号为哥特式的美国圣公会圣三一教堂（Église épiscopale des États-Unis d'Amérique），兴建于1881-1884年。